# Della Monde
Della Monde är ett samlingsnamn för en podcastfeed med flera humorpoddar som produceras av bolaget Under Produktion, och som alla har prefixet Della. Det finns ingen podcast som heter Della Monde, utan namnet används för feeden som de släpps i, och i uttryck som "Della Monde-koncernen".
Della Sport var den första podden och släpptes 2014, och därefter följde bland andra Della Arte och Della Papa. Poddarna görs främst av komikerna Simon Svensson, Jonathan Unge och Kristoffer Svensson. De medverkar två och två, eller alla tre i de olika poddarna. Anders "Ankan" Johansson och Ola Söderholm är vanligt förekommande som vikarier.
Prefixet Della används även för andra projekt med samma skapare, som i Youtube-serien Della Casa och boken Dellamysteriet.

## Avdelningar

### Della Sport
Della Mondes sportavdelning som handlar om små eller stora sporthändelser sedda ur en humoristisk vinkel. Utkommer en gång i veckan. 
Della Sport belönades med webbsidan Svenska fans poddpris Guldskölden både 2015 och 2016. 2015 vann den även digitalbyrån Daytonas pris för bästa sportpodd.

### Della Arte
Della Mondes kulturavdelning som  utkommer en gång i veckan och handlar om aktuella kulturhändelser.  

### Della Papa
En föräldra- och relationspodd där programledarna främst diskuterar livet som förälder och partner. Ges ut en gång i månaden

### Della Herstory
Della Mondes kvinnohistoriepodd som ägnar ett program i månaden åt en kvinna i historien.

### Della Q
Della Q började som vikariepodd i Della-flödet under sommaren 2018 och gjordes av Anna Björklund, Bianca Meyer och Moa Wallin. Podden blev snabbt populär och fortsatte att sända även efter sommaren. 2019 köpte Spotify upp rättigheterna till podden, men 2020 lades den ner på grund av interna bråk.

### Della Classico
Best of-avsnitt med Tomas Högblom som programledare. Sändes som vikariepodd sommaren 2017.

### Della Grande
Årlig livegala med gäster från andra poddar. Har hittills ägt rum i Stockholm och Göteborg. Gäster har bland annat varit Moa Lundqvist, Dilan Apak, Ola Söderholm, Kalle Lind och Tobias Hysén.

### Tour de Della Sport
Under hösten 2015 och våren 2016 turnerade Jonathan Unge och Simon Svensson i Sverige med scenshowen Tour de Della Sport. Showen byggde på material från podden.

### Della Morta
Della Morta startade sommaren 2019 som en vikariepodd under Della Monde, men blev sedan en permanent podd i en egen feed. Leds av Kalle Lind och Fredrik af Trampe som tillsammans diskuterar nöjeshistoria från nyss.